# Eberhard von Hofacker
Eberhard Alfred Konrad Karl von Hofacker (Hemmingen, 25. lipnja 1861. -  Tübingen, 29. veljače 1928.) je bio njemački general i vojni zapovjednik. Tijekom Prvog svjetskog rata zapovijedao je s više divizija, te LI. korpusom na Istočnom, Talijanskom i Zapadnom bojištu. 

## Vojna karijera
Eberhard von Hofacker rođen je 25. lipnja 1861. u Hemmingenu. U prusku vojsku je kao kadet stupio 1879. godine. Poručnikom je postao 1888. godine, dok je u satnika promaknut 1894., nakon čega je četiri godine služio kao pobočnik u 26. pješačkoj diviziji. Od 1899. služio kao stožerni časnik u Glavnom stožeru, nakon čega je 1901. unaprijeđen u čin bojnika. Nakon toga služio je najprije u 21. pješačkoj diviziji, te nakon nje u 26. pješačkoj diviziji. U lipnju 1906. dobiva čin potpukovnika, da bi u srpnju 1910. s činom pukovnika postao načelnik stožera XVIII. korpusa sa sjedištem u Frankfurtu na Majni. U srpnju 1910. promaknut je u general bojnika, da bi u listopadu 1912. postao zapovjednikom 45. konjičke brigade smještene u Saarlouisu na čijem čelu je dočekao i početak Prvog svjetskog rata. 

## Prvi svjetski rat
Na početku Prvog svjetskog rata 45. konjička brigada nalazila se u sastavu 5. armije kojom je zapovijedao prijestolonasljednik Vilim. Hofacker se međutim, ubrzo nakon početka rata razbolio, te je nakon oporavka služio u Glavnom stožeru. U studenom 1914. postaje zapovjednikom 11. brigade, da u veljači 1915. dobio zapovjedništvo nad 4. landverskom divizijom kojom je zapovijedao deset mjeseci.
U prosincu 1915. Hofacker postaje zapovjednikom 5. konjičke divizije kojom sudjeluje u zaustavljanju Brusilovljeve ofenzive. U kolovozu 1916. dobiva zapovjedništvo nad 82. pričuvnom divizijom, da bi u studenom te iste godine bio promaknut u general poručnika. Nakon toga, u prosincu 1916., postaje zapovjednikom 22. pričuvne divizije kojom zapovijeda do siječnja 1917. kada dobiva zapovjedništvo nad 26. pješačkom divizijom s kojom sudjeluje u Bitci kod Arrasa. Hofacker 26. travnja 1917. za zapovijedanje u borbama dobiva orden Pour le Mérite.
Krajem rujna 1917. Hofacker i 26. pješačka divizija premješteni su na Talijansko bojište gdje ulaze u sastav LI. korpusa novoformirane 14. armije. U sastavu LI. korpusa Hofacker sudjeluje u Bitci kod Kobarida i proboju talijanskog fronta. Tjedan dana nakon početka ofenzive Hofacker preuzima zapovjedništvo nad LI. korpusom čiji je dotadašnji zapovjednik Albert von Berrer poginuo u iznenadnom talijanskom napadu kod Udina. 
Nakon završetka ofenzive kod Kobarida koja je završila velikom austro-njemačkom pobjedom i povlačenjem talijanskih snaga, Hofacker je s LI. korpusom premješten na Zapadno bojište u sastav 2. armije pod zapovjedništvom Georga von der Marwitza. U sastavu 2. armije Hofacker sudjeluje u Proljetnoj ofenzivi i to Operaciji Michael u kojoj njemačke snage nisu uspjele probiti frontu što je bio cilj ofenzive. Nakon neuspjeha njemačke ofenzive saveznici su krenuli u napad, te su 8. kolovoza 1918. kod Amiensa teško porazili njemačku 2. armiju i Hofackerov korpus. Hofackerov LI. korpus je gotovo u potpunosti uništen, nakon čega je Hofacker stavljen na raspolaganje Glavnom stožeru.

## Poslije rata
Hofacker do kraja rata nije dobio novo zapovjedništvo. Poslije rata služio je u württemberškom ministarstvu rata, da bi u svibnju 1919. bio konačno umirovljen. Preminuo je 29. veljače 1928. godine u 67. godini života u Tübingenu.

## Vanjske poveznice
(eng.) Eberhard von Hofacker na stranici Prussian Machine.com

(eng.) Eberhard von Hofacker na stranici Field commanders of Austria-Hungary

(njem.) Eberhard von Hofacker na stranici Deutschland14-18.de